# Pif (fumetto)
Pif (Pif le chien) è un personaggio immaginario protagonista di una serie a fumetti francese, Pif et Hercule, ideata da José Cabrero Arnal nel 1945.

## Storia editoriale
Il personaggio esordisce in una striscia auto-conclusiva sul del quotidiano L'Humanité il 28 marzo 1945; sette anni dopo, mentre la serie a strisce continua a essere pubblicata sul giornale, viene pubblicato anche sul settimanale Vaillant dello stesso editore esordendovi sul n. 397 del 21 dicembre 1952 con la storia a colori "Pif le chien" dove esordisce anche la spalla del protagonista, il gatto Hercule, che nel 1976 diverrà a sua volta protagonista di una serie autonoma realizzata da Yannick Hodbert. Nel 1965 la testata diventa Vaillant - le journal de Pif e, nel 1969, Pif Gadget, una delle pubblicazioni a fumetti più importanti di Francia che verrà pubblicata fino al 1993.
Nel laboratorio di disegno di Vailiant Yannick Hodbert portò l'illustratore e lo sceneggiatore Michel Motti a realizzare le storie di Pif.
Per quasi vent'anni (dal 1973 al 1981) Michel Motti fu il principale realizzatore delle tavole prima di Pif, poi di Pif le chien e infine del fumetto Pif Gadget.
Il personaggio Pif su pubblicato in italiano anche in Italia nei seguenti periodici per ragazzi. Noi Ragazzi, Pioniere e Pioniere dell'Unità.

## Personaggi
Il personaggio è il cane della famiglia di Tonton (César) e Tata (Agathe). Nel n. 685 di Vaillant, nel 1958, esordisce il cucciolo Pifou, figlio di Pif, che rimarrà come comprimario insieme al professor Belpomme e al commissario Maigrelet.

## Altri media
- Pippo e Menelao (serie televisiva animata, 1989)